# 전북특별자치도군산교육지원청
전북특별자치도군산교육지원청(全北特別自治道群山敎育支援廳, Gunsan Office of Education)은 전북특별자치도교육청 산하 교육지원청이다. 전북특별자치도 군산시 조촌동 757에 소재해있으며, 군산시를 관할한다.
교육장은 장학관으로 보한다.

## 산하 기관

### 초등학교
| - 개야도초등학교 - 개정초등학교 - 군산경포초등학교 - 군산구암초등학교 - 군산금광초등학교 - 군산금빛초등학교 - 군산나운초등학교 - 군산남초등학교 - 군산내흥초등학교 - 군산동초등학교 - 군산문화초등학교 - 군산미성초등학교 - 군산미장초등학교 - 군산산북초등학교 - 군산서초등학교 | - 군산서해초등학교 - 군산소룡초등학교 - 군산수송초등학교 - 군산신풍초등학교 - 군산신흥초등학교 - 군산아리울초등학교 - 군산용문초등학교 - 군산월명초등학교 - 군산중앙초등학교 - 군산지곡초등학교 - 군산진포초등학교 - 군산초등학교 - 군산푸른솔초등학교 - 군산풍문초등학교 - 군산흥남초등학교 | - 금암초등학교 - 나포초등학교 - 당북초등학교 - 대야남초등학교 - 대야초등학교 - 광산분교 - 마룡초등학교 - 무녀도초등학교 - 문창초등학교 - 미룡초등학교 - 발산초등학교 - 서수초등학교 - 선유도초등학교 - 성산초등학교 - 술산초등학교 | - 신시도초등학교 - 신시도초등학교 야미도분교 - 어청도초등학교 - 오봉초등학교 - 오식도초등학교 - 옥구초등학교 - 옥봉초등학교 - 옥산초등학교 - 임피초등학교 - 전주교육대학교 군산부설초등학교 - 창오초등학교 - 해성초등학교 - 내초분교 - 회현초등학교 |

### 중학교
| - 군산금강중학교 - 군산남중학교 - 군산대성중학교 - 군산동원중학교 - 군산동산중학교 | - 군산산북중학교 - 군산서흥중학교 - 군산영광중학교 - 군산월명중학교 - 군산자양중학교 | - 군산제일중학교 - 군산중앙중학교 - 군산중학교 - 군산진포중학교 - 나포중학교 | - 선유도중학교 - 옥구중학교 - 임피중학교 - 회현중학교 |